# Polacantha petila
Polacantha petila är en tvåvingeart som beskrevs av Martin 1975. Polacantha petila ingår i släktet Polacantha och familjen rovflugor. Inga underarter finns listade i Catalogue of Life.